# Dornbirner EC
Dornbirner Eishockey Club (EC) die 'Bulldogs' – austriacki klub hokejowy mający siedzibę w Dornbirn (land Vorarlberg), występujący w rozgrywkach Erste Bank Eishockey Liga.

## Historia
Dotychczasowe nazwy
- EC Dornbirn (1992−200?)
- EC TRENDamin Dornbirn (200?−2005)
- EC-TREND Dornbirn (2005–2008)
- EC Dornbirn (2008–2009)
- EC hagn_leone Dornbirn (2009–2012)
- Dornbirner Eishockey Club (od 2012)

Klub powstał w 1992 roku jako EC Dornbirn. Od sezonu 2012/2013 występuje w rozgrywkach EBEL.

## Sukcesy
- Złoty medal Nationalligi: 2008, 2010

## Szkoleniowcy
Jako trenerzy pracę w klubie podejmowali Piotr Sidorkiewicz, Jussi Tupamäki